# Fall River, Massachusetts
Fall River, Massachusetts là một thành phố thuộc quận Bristol trong tiểu bang thịnh vượng chung Massachusetts, Hoa Kỳ. Thành phố có tổng diện tích km², trong đó diện tích đất là km². Theo điều tra dân số Hoa Kỳ năm 2010, thành phố có dân số 88.857 người, là thành phố lớn thứ 10 tiểu bang này.
Fall River có cự ly khoảng 46 dặm (74 km) về phía nam Boston, 16 dặm (26 km) về phía đông nam Providence, Rhode Island, và 12 dặm (19 km) về phía tây của New Bedford và 10 dặm (16 km) về phía nam của Taunton. 
Nằm dọc theo bờ biển phía đông của núi Hope Bay ở cửa sông Taunton, thành phố trở nên nổi tiếng trong thế kỷ 19 như là trung tâm sản xuất dệt may hàng đầu tại Hoa Kỳ. Trong khi ngành công nghiệp dệt may đã từ lâu chuyển, tác động của nó về văn hóa và cảnh quan của thành phố vẫn còn cho đến ngày nay.
Phương châm chính thức của Fall River là "Chúng tôi sẽ cố gắng", có từ sau vụ đại hỏa hoạn năm 1843. Đó là biệt danh là "Thành phố học bổng", bởi vì Tiến sĩ Irving Fradkin thành lập "Đô la cho các học giả" ở đây vào năm 1958.
Fall River được biết đến với Lizzie Borden, người bị buộc tội, và sau đó tuyên bố trắng án vụ giết người bằng rìu năm 1892 giết cả cha và mẹ kế tại nhà của bà trên đường thứ hai trong thành phố. Fall River còn nổi tiếng với tàu chiến Cove, bộ sưu tập lớn nhất thế giới của chiến tranh thế giới thứ II các tàu hải quân. Nó cũng là thành phố duy nhất ở Hoa Kỳ để có hội trường thành phố nằm trên một đường cao tốc giữa các bang.